# قرن شرجي

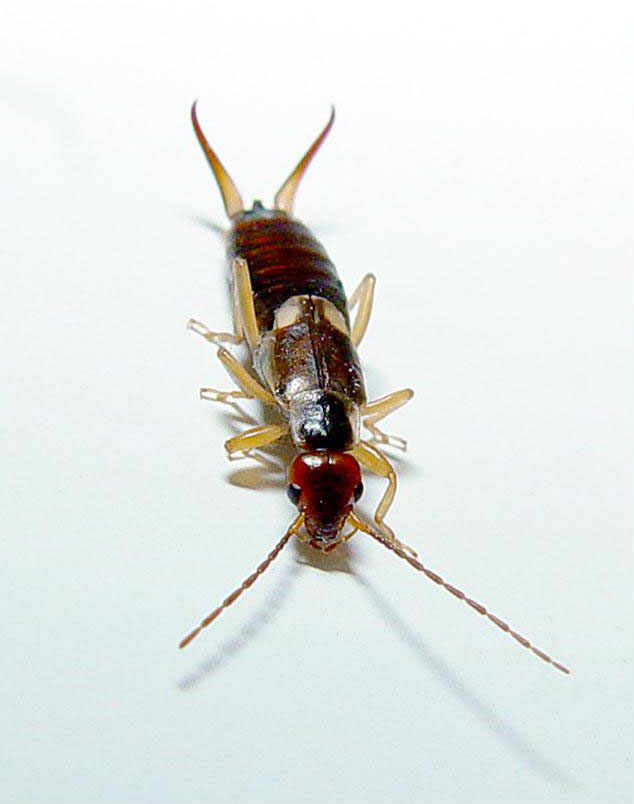
حشرة أبو مقص وقرونه الشرجية.

الأُشَرة أو القرن الشرجي (بالإنجليزية: Cercus) وجمعها القرون الشرجية هو إحدى زائدتين في نهاية البطن في المفصليات، أو تكون زائدة من الحلقة البطنية الحادية عشر، ولها أنواع فقد تكون طويلة كما في السمك الفضي كما تحمل البطن زوائد جانبية قصيرة معلقة كما في الصرصور، وقد تتركب من قطعة واحدة كما في الجراد أو تتحور إلى شكل ملقط كما في إبرة العجوز الأوروبية التي تستخدم للدفاع والهجوم ومن خلالها يتم التمييز بين الذكر والأنثى.